# Coenochilus rectangulus
Coenochilus rectangulus är en skalbaggsart som beskrevs av Moser 1918. Coenochilus rectangulus ingår i släktet Coenochilus och familjen Cetoniidae. Inga underarter finns listade i Catalogue of Life.